# Lucien Muratore
 (avril 2021).
Si vous disposez d'ouvrages ou d'articles de référence ou si vous connaissez des sites web de qualité traitant du thème abordé ici, merci de compléter l'article en donnant les références utiles à sa vérifiabilité et en les liant à la section « Notes et références ».
Lucien Muratore est un chanteur français né à Marseille le 29 août 1876 et mort à Paris 17e le 16 juillet 1954.

## Biographie
Fils d'un immigrant piémontais, Lucien Muratore commence très jeune une carrière de comédien au théâtre des Variétés de Marseille et il est le partenaire de Réjane et Sarah Bernhardt, au Théâtre de l'Odéon. Il joue La Dame de chez Maxim aux Théâtre des Nouveautés.
Il étudie la musique au conservatoire de sa ville puis travaille à Paris avec Edmond Vergnet, le premier Samson à l'Opéra de Paris. Muratore commence comme baryton mais sa voix se développe vers l'aigu et il débute le 16 décembre 1902 à l'Opéra-Comique à Paris, où il participe à la création de La carmélite de Reynaldo Hahn. En 1904, il chante Werther à La Monnaie de Bruxelles.
En 1905, il débute à l'Opéra de Paris. Il se voit rapidement confier les principaux rôles de ténor, notamment dans Carmen (don José), Paillasse (Canio) et Tosca (Cavaradossi). Il crée également, entre autres, le rôle de Prinzivalle dans Monna Vanna d'Henry Février  en 1909 à l'Opéra de Paris, de Bacchus dans Bacchus triomphant de Camille Erlanger à Bordeaux en 1909 et celui d'Hercule dans Déjanire de Camille Saint-Saëns en 1911 à l'Opéra de Monte-Carlo.
À partir de 1913, il séjourne souvent aux États-Unis notamment à Chicago et New York. Pendant la Première Guerre mondiale, il milite en faveur de l'intervention américaine en Europe.
Parallèlement à sa carrière sur scène, il tourne quelques films muets puis parlants dont Le Chanteur inconnu (1931). Entre 1914 et 1916, il tourne plusieurs films (Manon Lescaut, La sposa della morte  et La rosa di Granata) avec sa femme, depuis 1913, la cantatrice italienne Lina Cavalieri dont il se sépare en 1919. Le divorce est lui prononcé en 1927.
Après ses adieux à la scène en 1931 dans Pénélope, il se consacre progressivement à l'enseignement du chant et de la mise en scène.
Il a été maire du village de Biot (Alpes-Maritimes) de mai 1929 jusqu'à sa démission en 1934. Durant son mandat, Lucien Muratore cherche et trouve des financements dans le but de réaliser un nouveau pont, mieux adapté à la circulation automobile, reliant Biot à la ville d'Antibes.
En avril 1944, il accepte le poste de directeur de l'Opéra-comique, dont il est relevé dès le 1er septembre suivant, quelques jours après la libération de Paris.
Ténor français le plus populaire de son époque, il est enterré au cimetière Saint-Pierre à Marseille. Sur sa tombe le sculpteur Antoine Sartorio a représenté Orphée et une lyre avec la mention « Le chant, don divin ».

## Discographie

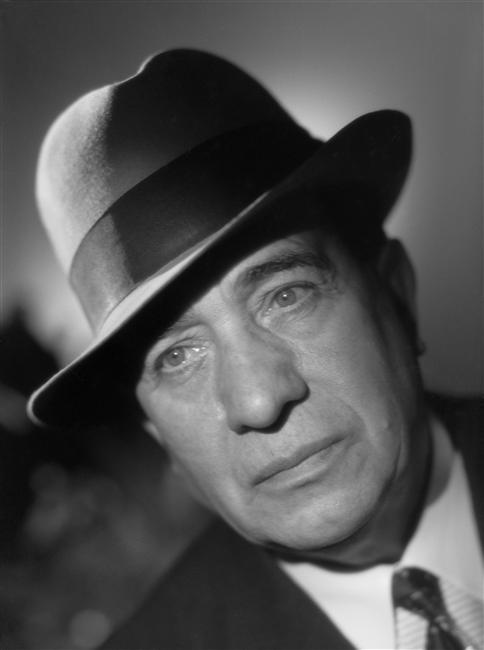
Lucien Muratore en 1941 (photo studio Harcourt)

- Tosca (Puccini) : Le Ciel luisait d'étoiles par Muratore, Pathé
- Tosca (Puccini) : O de beautés égales par Muratore, Pathé
- Roméo et Juliette (Gounod) : Salut Tombeau par Muratore de l'Opéra Pathé
- Werther (Massenet) : J'aurais sur ma poitrine par Muratore de l'Opéra Pathé
- Manon (Massenet) : Ah fuyez douce image par Lucien Muratore de l'Opéra Pathé
- Mireille (Gounod) : Anges du Paradis par Muratore de l'Opéra Favorite Record
- Werther (Massenet) : Pourquoi me réveiller par Lucien Muratore de l'Opéra Pathé
- Le Roi d'Ys (Lalo) : Aubade par Lucien Muratore de l'Op Pathé
- Alleluia d'amour (Faure) par Lucien Muratore de l'Opéra Pathé
- Le Temps des Cerises (Renard) par Lucien Muratore de l'Opéra Pathé
- Chanson de Marinette (Tagliafico) par Lucien Muratore, Éden
- Noël d'enfant (Missa) par Lucien Muratore de l'Opéra Pathé
- O sole mio (Di Capua) par Muratore de l'Opéra Favorite Record
- Puisque je t'aime (Sylviano) par Muratore de l'Opéra Pathé
- Tristesse (d'après Chopin) par Lucien Muratore de l'Opéra, orchestre sous la direction de Godfroy Andolfi, Pathé
- Berceuse (Tournon) par Lucien Muratore de l'Opéra, orchestre sous la direction de Godfroy Andolfi Pathé
- Puisque je t'aime (Sylviano) du film Le Chanteur inconnu par Lucien Muratore de l'Opéra Pathé (version saphir)
- Quand je suis loin de toi (Sylviano) du film Le Chanteur inconnu par Lucien Muratore de l'Opéra Pathé (version saphir)

## Filmographie

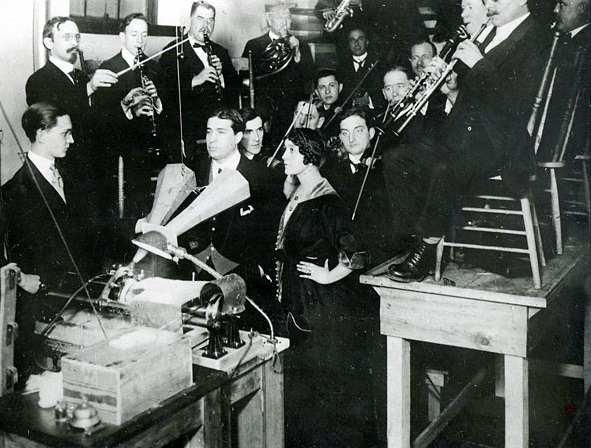
Lucien Muratore et Lina Cavalieri en 1913

- 1914 : Manon Lescaut de Herbert Hall Winslow : Le chevalier des Grieux
- 1916 : La Rose de Grenade (La rosa di Granata) de Emilio Ghione
- 1918 : Vie d'artiste (A Woman of Impulse) de Edward José (caméo)
- 1924 : La Galerie des monstres de Jaque Catelain
- 1931 : Le Chanteur inconnu de Viktor Tourjansky : Claude Ferval
- 1933 : La Voix sans visage de Léo Mittler : Pierre Saltore
- 1936 : Le Chant du destin de Jean-René Legrand : Gennaro Matteri-Vicente